# Heather Ford
Pour les articles homonymes, voir Ford (homonymie).
Heather Ford est une chercheuse, entrepreneuse, journaliste et militante sud-africaine, née le 6 janvier 1978 à Pietermaritzburg.
Elle milite en faveur de l'open source, domaine dans lequel elle est très influente en Afrique du Sud.

## Biographie
Heather Ford est diplômée de l'université Rhodes en journalisme et de l'université du Witwatersrand en politique, régulation et management des télécommunications. Elle étudie ensuite à l'université de Californie à Berkeley. Bénéficiant aussi d'une bourse Benetech (en), elle prend part au programme Reuters Digital Vision Fellowship à l'université Stanford, en Californie. C'est dans ce contexte qu'elle devient volontaire pour l'association Creative Commons, avant d'en créer une antenne sud-africaine, Creative Commons South Africa, lors de son retour dans son pays en 2004.
En 2017, en tant que chercheuse de l'université de Leeds, elle coécrit une étude sur le biais de genre sur Wikipédia.